# Zoltán Péter
Zoltan Peter (Zalaistvánd, 23 marzo 1958) è un ex calciatore ungherese, di ruolo difensore.

## Carriera

### Club
Ha giocato nella prima divisione ungherese ed in quella austriaca.

### Nazionale
Ha partecipato ai Mondiali Under-20 del 1977.
Ha partecipato ai Mondiali del 1986.

## Palmarès

### Club

#### Competizioni internazionali
- Coppa Piano Karl Rappan: 1

First Vienna: 1988